# Königlich Bayerische Staatseisenbahnen

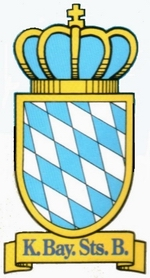
Wappen der Staatseisenbahnen

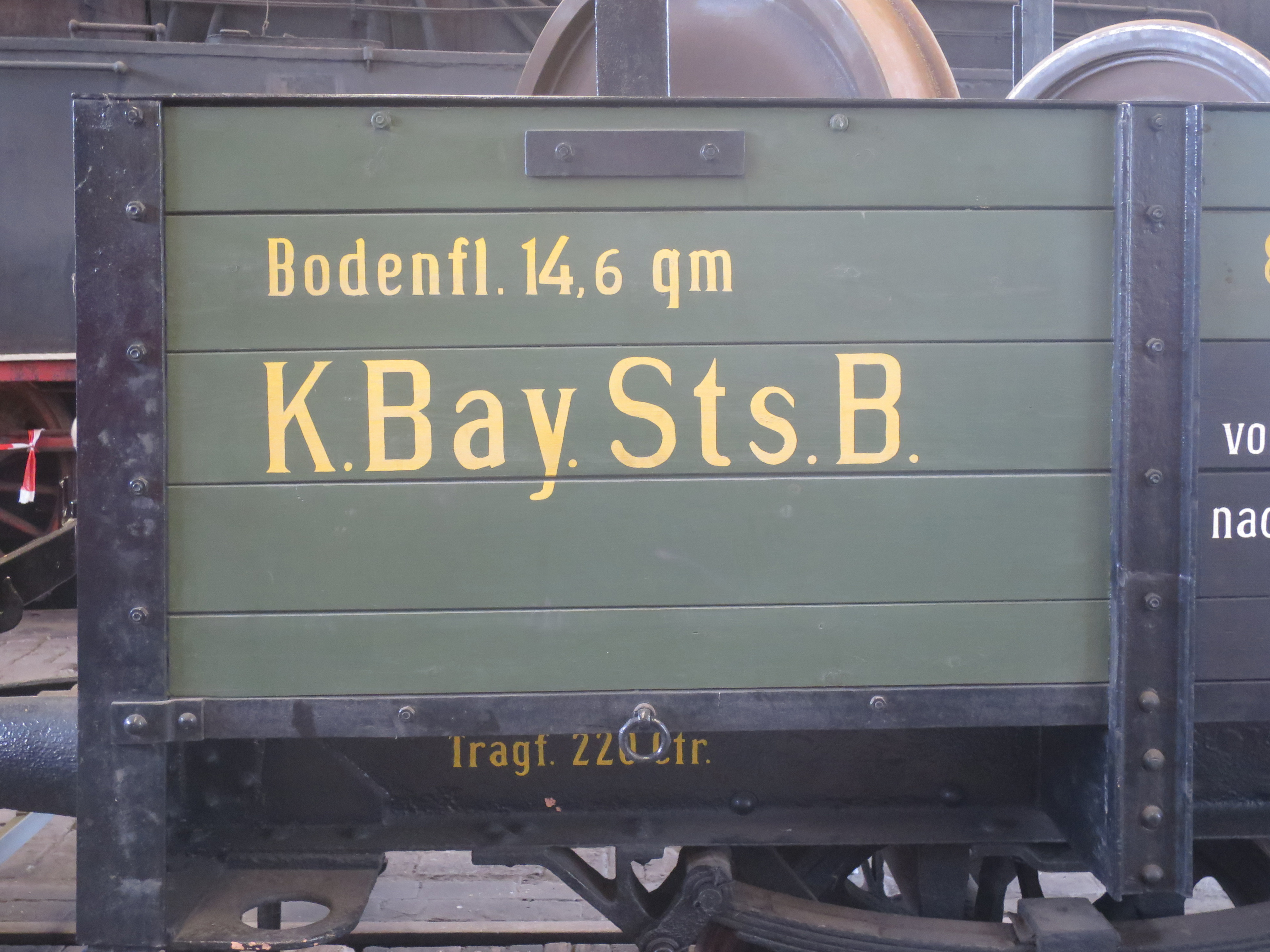
Eigentümer-Aufschrift auf einem Güterwagen

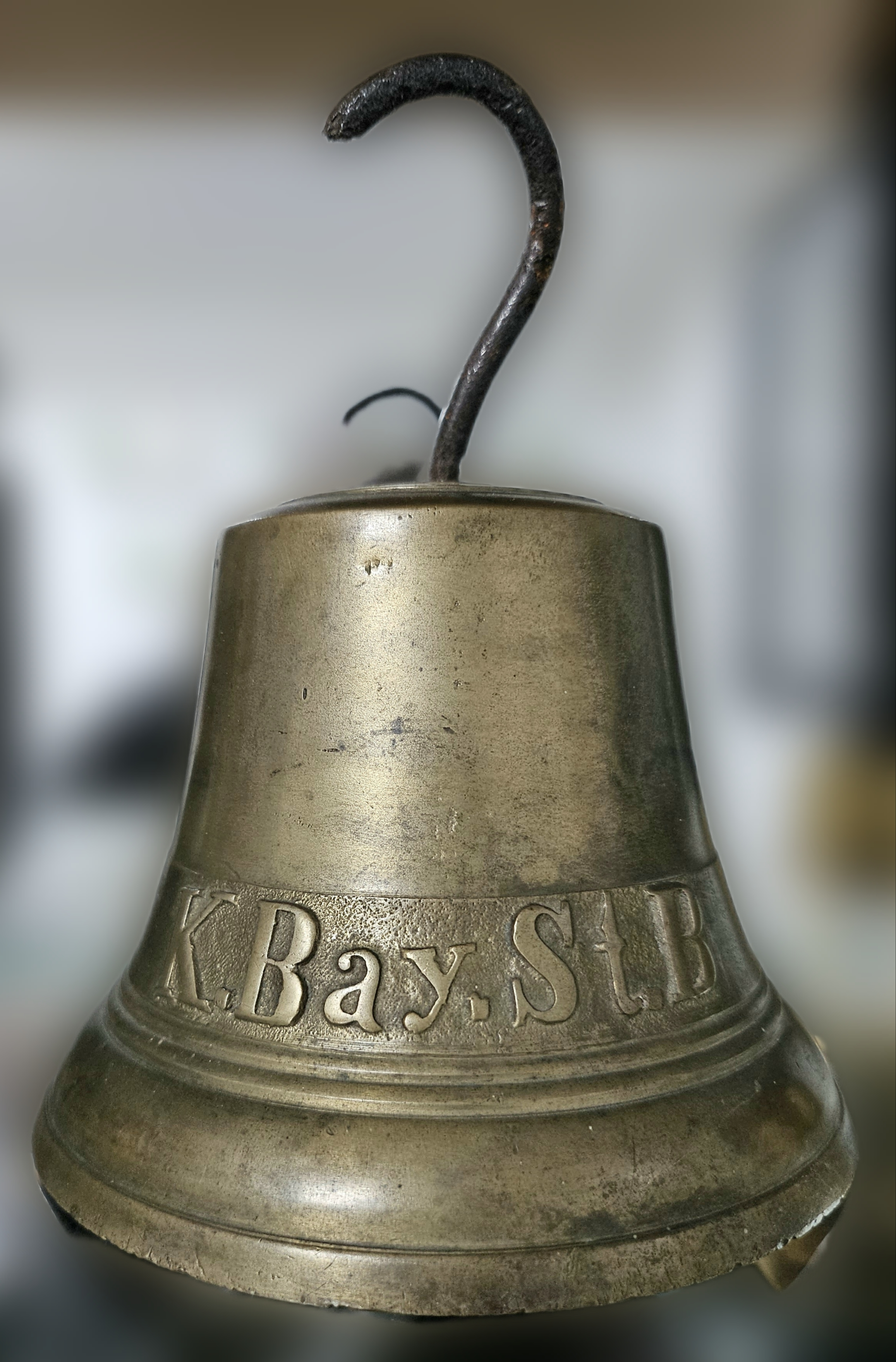
Abläuteglocke der Königlich Bayerischen Staatseisenbahnen

Die Königlich Bayerischen Staatseisenbahnen (K.Bay.Sts.B.) waren die Staatsbahn des Königreichs Bayern. Sie wurden 1844 gegründet. Das Unternehmen entwickelte sich bis zum Ende des Ersten Weltkrieges mit einem Streckennetz von 8526 Kilometern (einschließlich der zum 1. Januar 1909 übernommenen Pfälzischen Eisenbahnen) zur zweitgrößten deutschen Länderbahn nach den Preußischen Staatseisenbahnen. Nach dem Ende der Monarchie am 8. November 1918 entfiel im Namen das Prädikat Königlich. Auf den Grenzsteinen lautete die Bezeichnung, abweichend von der Norm, KBE für Königlich Bayerische Eisenbahn.
Die Bayerischen Staatseisenbahnen gingen am 1. April 1920 formal auf die Deutschen Reichseisenbahnen über und bildete ab dem 24. April 1920 innerhalb derselben die Gruppenverwaltung Bayern. Die Verwaltung des bayerischen Streckennetzes wurde auf fünf ab 1922 so bezeichnete Reichsbahndirektionen aufgeteilt: Reichsbahndirektion Augsburg, Reichsbahndirektion München, Reichsbahndirektion Nürnberg, Reichsbahndirektion Regensburg und Reichsbahndirektion Würzburg; letztere wurde allerdings bereits 1930 wieder aufgelöst, in die Reichsbahndirektion Nürnberg eingegliedert und ihr Streckennetz auf die Direktionen in Augsburg und Nürnberg aufgeteilt. Die ehemaligen Pfälzischen Eisenbahnen bildeten die Reichsbahndirektion Ludwigshafen. Die in Deutschland innerhalb der Deutschen Reichsbahn ausschließlich bei den bayerischen Direktionen als Zwischeninstanz eingerichtete Gruppenverwaltung wurde am 1. Oktober 1933 aufgelöst.

## Geschichte

1908: Staats- und Privatbahnen im Deutschen Reich, die Gebiete der bayerischen Bahnen sind blau umrandet.

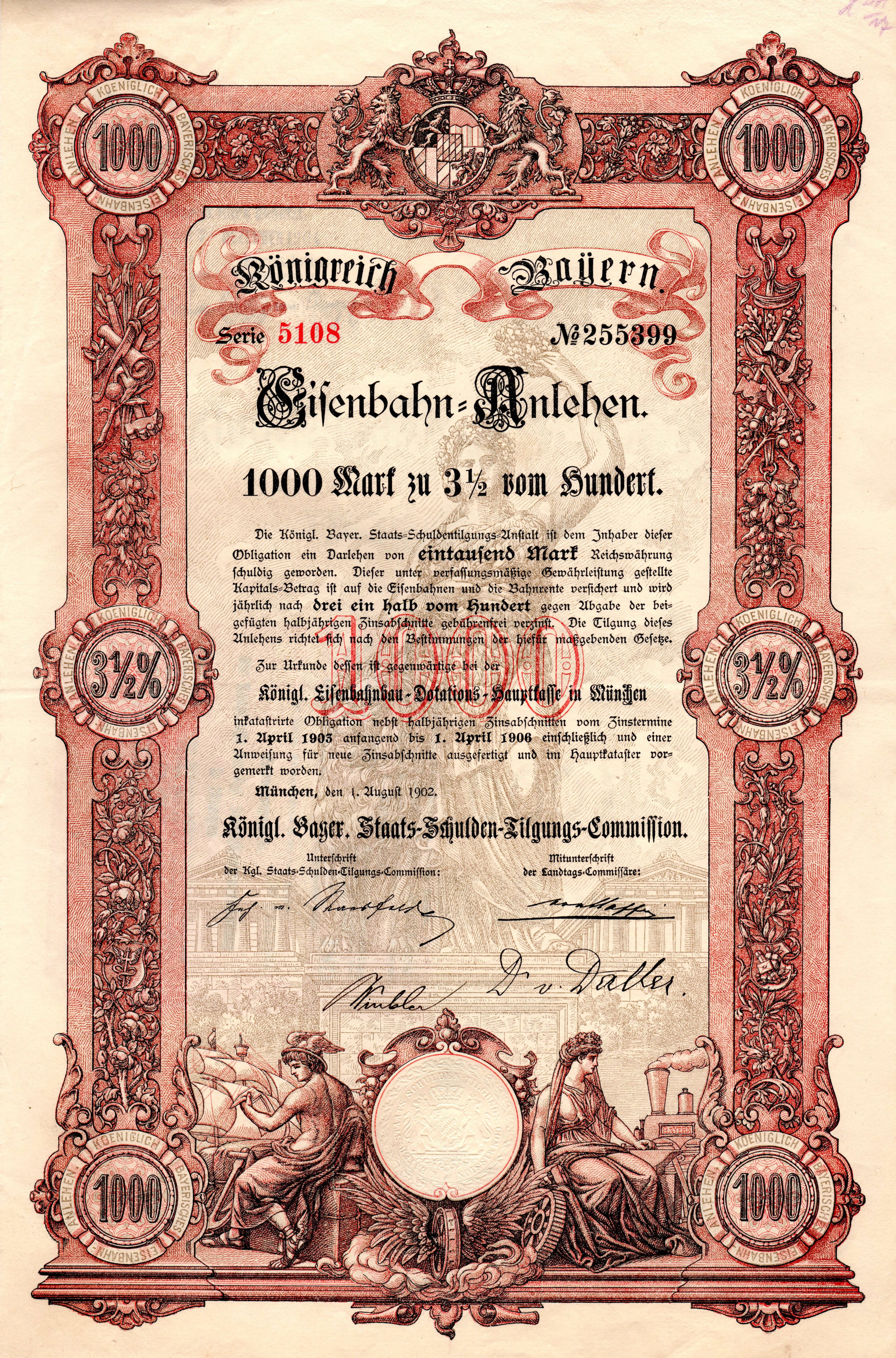
Eisenbahn-Anlehen über 1000 Mark des Königreichs Bayern vom 1. August 1902 zur Finanzierung des Eisenbahnbaus in Bayern

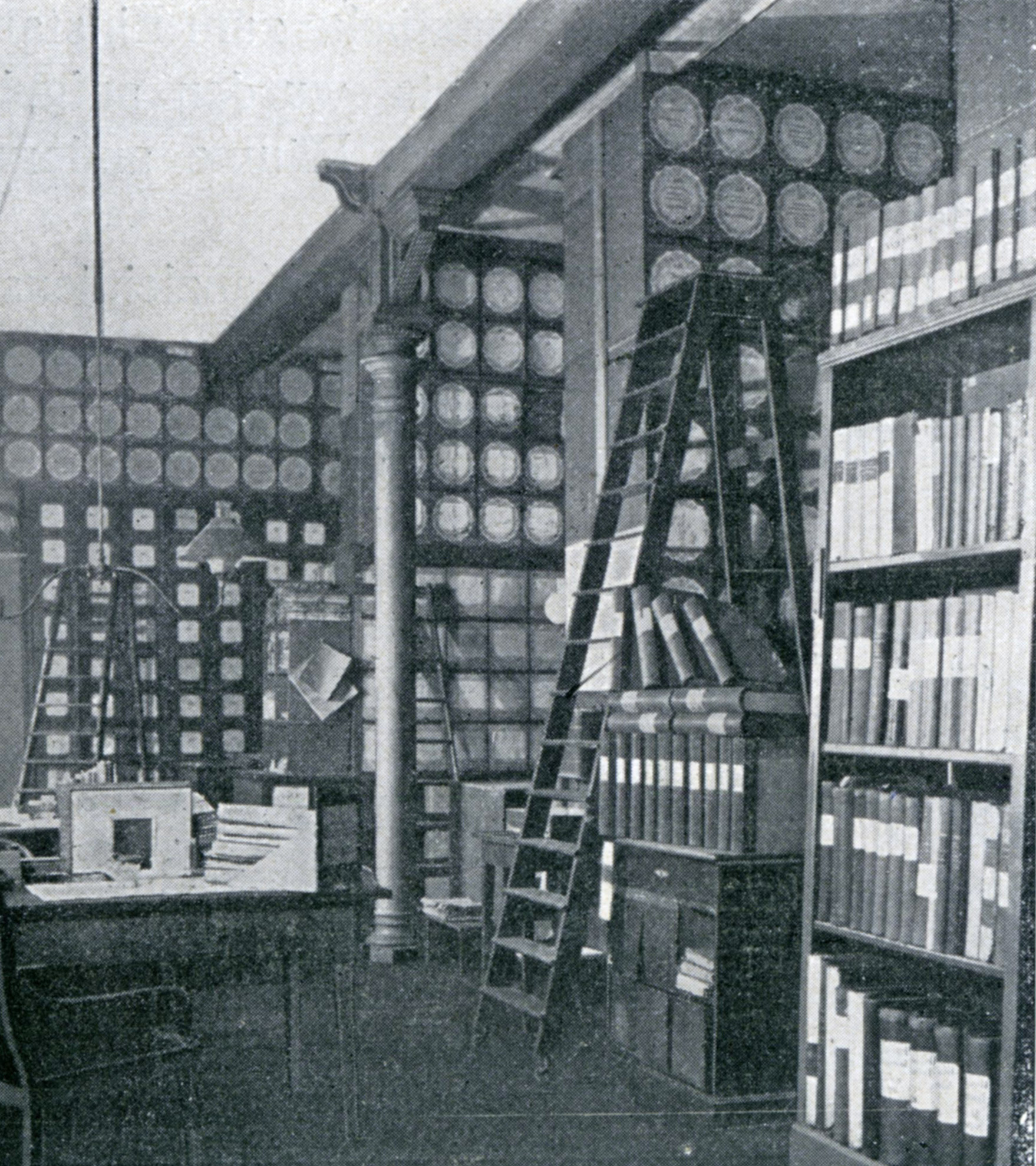
Registratur in der Generaldirektion der Königlich Bayerischen Staatseisenbahnen

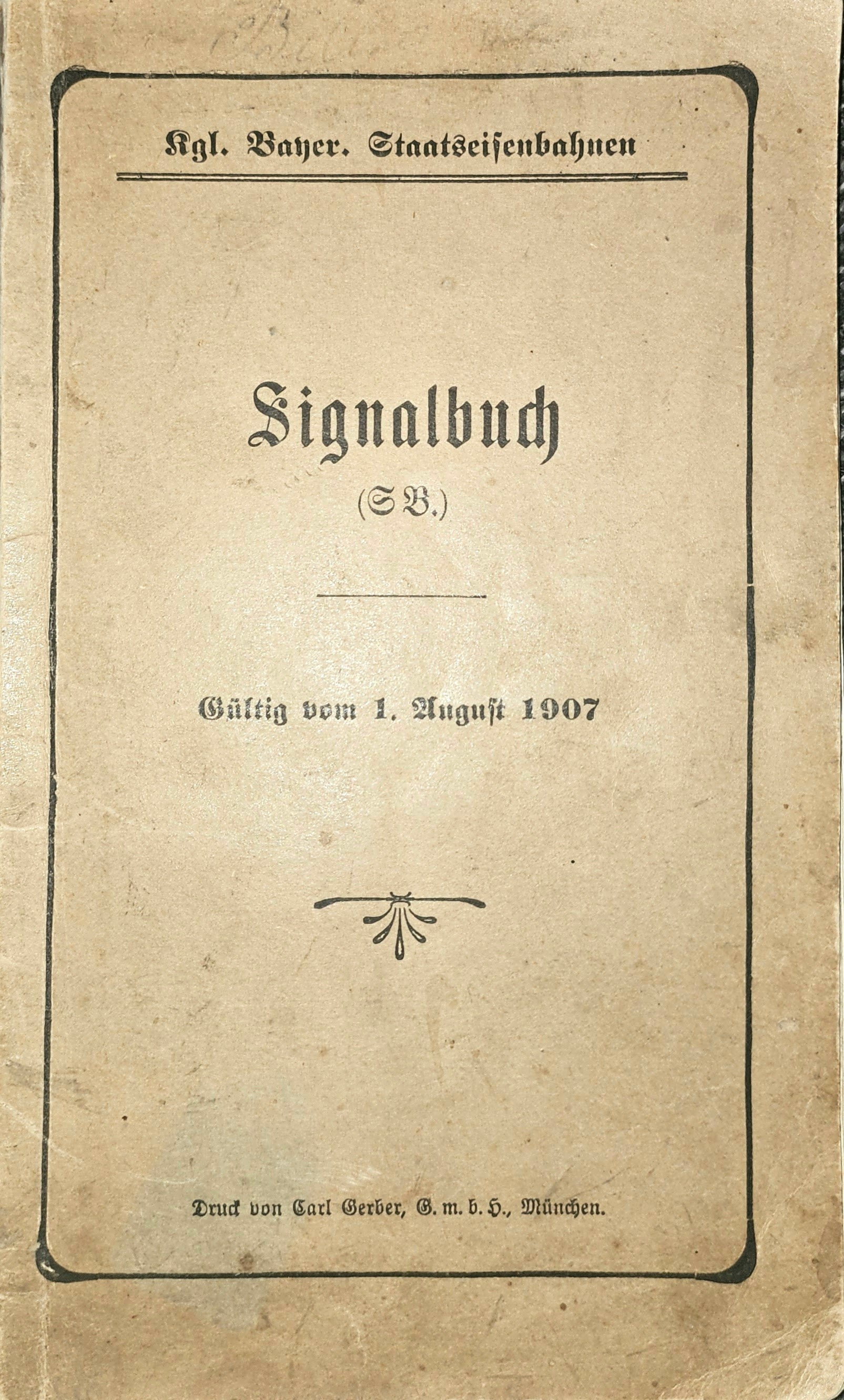
Signalbuch von 1907 der Bayerischen Staatseisenbahn

Nachdem im Königreich Bayern private Gesellschaften 1835 zwischen Nürnberg und Fürth sowie ab 1839 zwischen München und Augsburg erfolgreich Eisenbahnbetriebe errichten konnten, begann 1841 die Staatseisenbahnzeit mit der Gründung der Königlichen Eisenbahnbau-Kommission zu Nürnberg. Diese sollte den Bau einer Eisenbahnstrecke von Lindau über Augsburg und Nürnberg nach Hof organisieren.
Die Königlich Bayerischen Staatseisenbahnen konzentrierten sich anfangs auf den Bau von drei Hauptlinien:
- Die Ludwig-Süd-Nord-Bahn mit 548 Kilometer Länge entstand von 1844 bis 1854.

Sie wurde zeitgleich in drei Bauabschnitten erbaut: Der Nordabschnitt verläuft von Nürnberg über Bamberg und die Schiefe Ebene nach Hof mit Anschluss an das sächsische Eisenbahnnetz. Der Mittelabschnitt führt von Augsburg über Donauwörth nach Nördlingen. Dort wurde ein Anschluss an das württembergische Bahnnetz erhofft. Von Nördlingen aus verläuft die Strecke über Gunzenhausen und Pleinfeld weiter nach Nürnberg. Um den Anschluss der Landeshauptstadt zu gewährleisten, wurde die München-Augsburger Eisenbahn-Gesellschaft mit ihrer 62 km langen Bahnstrecke zu einem Kaufpreis von 4,4 Millionen Gulden übernommen. Der Südabschnitt führt von Augsburg über Buchloe, Kaufbeuren und Kempten nach Lindau im Bodensee.

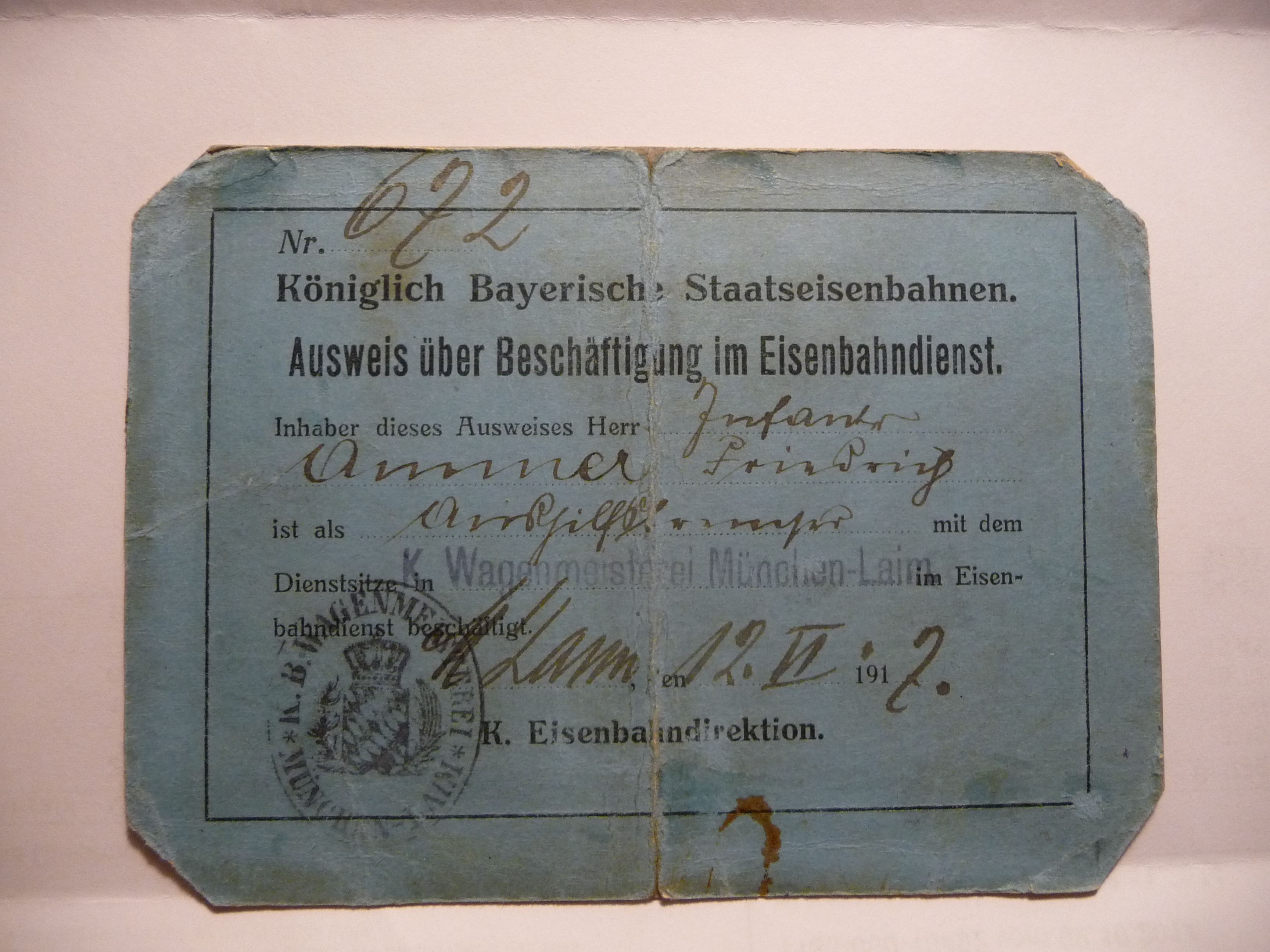
Beschäftigungsausweis eines Angehörigen der Königlich Bayerischen Staatseisenbahnen von 1910.

- Die Ludwigs-West-Bahn mit einer Länge etwa 100 Kilometern wurde von 1852 bis 1854 gebaut und abschnittweise eröffnet. Vom Anschluss an die Süd-Nord-Bahn in Bamberg führt sie entlang des Maintals über Schweinfurt und Würzburg nach Aschaffenburg mit Anschluss nach Hessen.

- Die von 1853 bis 1860 erbaute Bayerische Maximiliansbahn schuf eine Ost-West-Verbindung von der Grenze zu Württemberg bei Neu-Ulm über die bestehende Strecke Augsburg–München nach Österreich. Der westliche Teil Augsburg–Günzburg–Neu-Ulm war 85 km lang. Im östlichen Abschnitt wurde die Isar mit der Großhesseloher Brücke überquert und die Strecke über Holzkirchen nach Rosenheim geführt. Dort verzweigte die Strecke nach Süden Richtung Kufstein und nach Osten über Traunstein Richtung Salzburg.

Aufgrund der angespannten Kassenlage verabschiedete der Landtag am 19. März 1856 ein Gesetz, das die Gründung privater Eisenbahngesellschaften zuließ und durch staatliche Zinsgarantien die Finanzierung des Eisenbahnbaus erleichterte. Schon am 12. April 1856 erteilte Maximilian II. der AG der Bayerischen Ostbahnen die Konzession zum Bau und Betrieb folgender Strecken:
- von Nürnberg über Amberg nach Regensburg,
- von München über Landshut an die Donau (bei Straubing),
- von Regensburg über Straubing und Passau an die Landesgrenze zu Österreich und
- von der Linie Amberg–Regensburg bei Schwandorf über Furth im Wald an die Landesgrenze zu Böhmen.

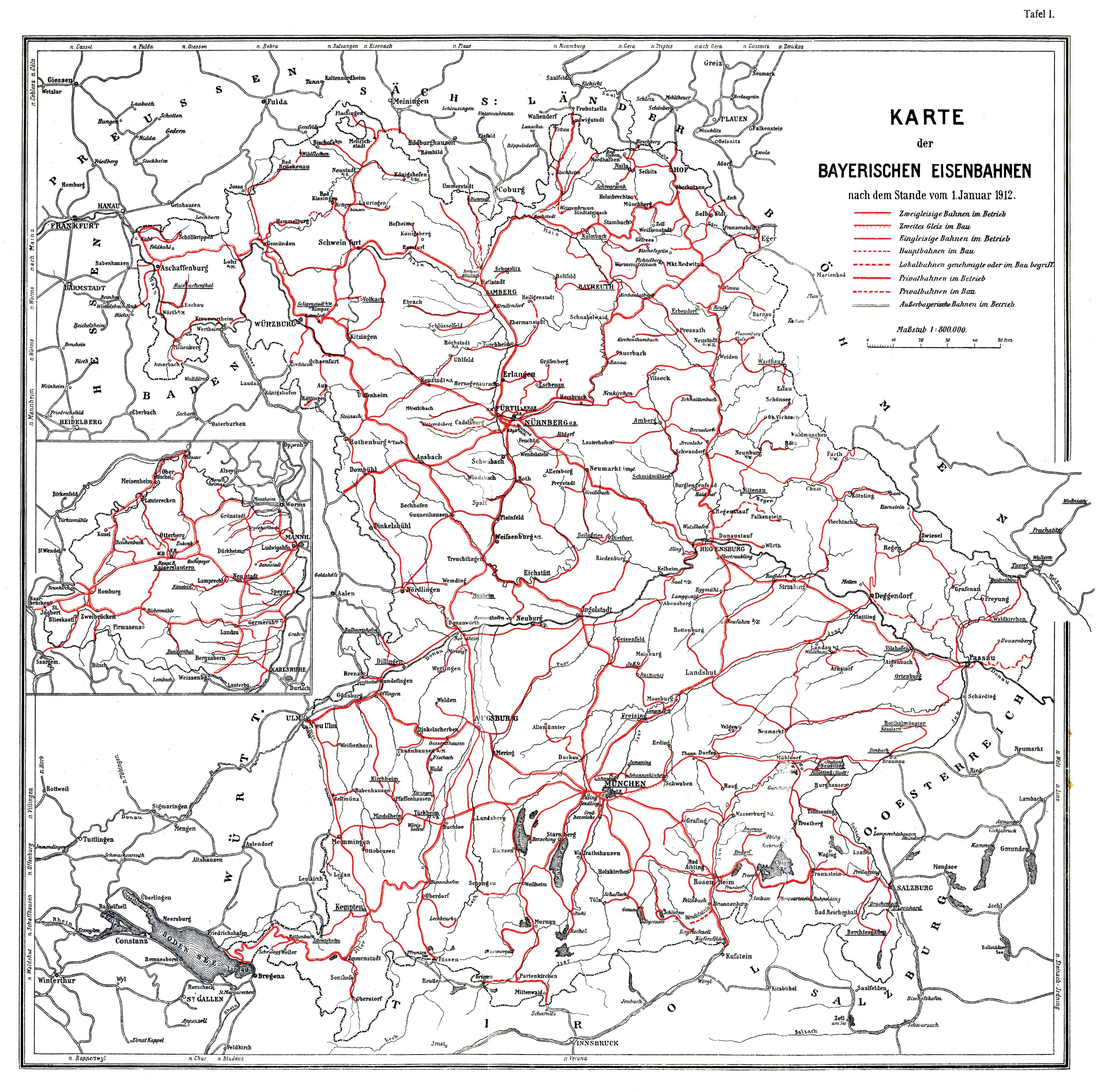
Karte der Bayerischen Eisenbahnen 1912

Diese Strecken wurden innerhalb von nur fünf Jahren unter der Leitung von Paul Denis und dem Architekten Heinrich Hügel erbaut. In den Konzessionen vom 3. Januar 1862 und 3. August 1869 wurden der Bau von Nebenbahnen und Vereinfachungen im Streckennetz geregelt, so z. B. die kürzere Strecke von Regensburg über Neumarkt nach Nürnberg. Da ab 1874 eine Inanspruchnahme der Zinsgarantie drohte, wurde die staatliche Übernahme am 15. April 1875 beschlossen und die Ostbahn am 1. Januar 1876 in die Staatsbahn eingegliedert.
Auf dem Gebiet der Pfalz wurden am 1. Januar 1870 die drei Gesellschaften der Ludwigsbahn, der Maximiliansbahn und der Nordbahnen zu den Pfälzischen Eisenbahnen zusammengefasst. Gleichzeitig übernahmen die Nordbahnen alle Aktien der Neustadt-Dürkheimer Eisenbahn-Gesellschaft. Am 1. Januar 1909 wurde das damals größte private Eisenbahnunternehmen Deutschlands als Königlich Bayerische Eisenbahndirektion Ludwigshafen in die Staatseisenbahnen eingegliedert. Das Streckennetz hatte zu diesem Zeitpunkt eine Länge von 870 km, davon waren 60 km schmalspurig ausgeführt. Aufwenden musste der Staat für diesen Kauf rund 300 Millionen Mark.
In den folgenden Jahrzehnten wurde das Staatsbahnnetz mehr und mehr ausgebaut, Lücken wurden geschlossen. Zu Beginn des 20. Jahrhunderts war das Land mit Hilfe eines weitverzweigten Lokalbahnnetzes erschlossen. 1907 wurde die Generaldirektion der Königlich Bayerischen Staatseisenbahnen aufgelöst, ihre Zuständigkeiten wurden auf die einzelnen Direktionen verteilt.
In den 1910er Jahren begannen die Königlich Bayerischen Staatseisenbahnen mit der Elektrifizierung der ersten Strecken im Alpen- und Voralpenland. Am 1. Juli 1912 wurde der Betrieb auf der Bahnstrecke Garmisch–Scharnitz aufgenommen, mit dem 28. Oktober 1912 erfolgte der elektrische Betrieb. Ab dem 28. Mai 1913 erfolgte auch auf der Bahnstrecke Garmisch–Reutte in Tirol die elektrische Zugförderung. Zu diesem Zweck wurden fünf Lokomotiven der Baureihe EP 3/5 20 001 – 005 durch die Bayerische Staatsbahn beschafft und 1913 in Dienst gestellt. Die Verbindung Salzburg–Berchtesgaden wurde ab 1914 elektrifiziert.
Zum 1. April 1918 wurde in Angleichung an die benachbarten Preußischen Staatseisenbahnen auch bei den Königlich Bayerischen Staatseisenbahnen die 4. Klasse eingeführt.
Mit dem Ende der Monarchie im November 1918 entfiel das Prädikat „Königlich“. Die Bayerischen Staatseisenbahnen gingen am 1. April 1920 als Gruppenverwaltung Bayern auf die Deutschen Reichseisenbahnen über.

## Verwaltungsorganisation
Als zentrale Verwaltung wurde in München am 15. April 1845 die Generalverwaltung der Königlichen Eisenbahnen gegründet. Dieser unterstanden die Bahnämter in München, Nürnberg, Augsburg und Bamberg als regionale Verwaltungen, in der Folgezeit wurden weitere Bahnämter geschaffen. Im Juni 1847 wurden die Verwaltungen von Bahn und Post in der neuen Generalverwaltung der Königlichen Posten und Eisenbahnen zusammengefasst und ab dem 1. März 1851 als Generaldirektion der Königlichen Verkehrsanstalten bezeichnet. Die Verkehrsanstalten waren dem Bayerischen Handelsministerium zugeordnet, ab 1871 waren sie dem Ministerium des Äußern unterstellt.
1875 führten die Bayerischen Verkehrsanstalten als zusätzliche Verwaltungseinheit zehn Oberbahnämter ein, denen die einzelnen Bahnämter unterstellt wurden. Die Oberbahnämter befanden sich in Augsburg, Bamberg, Ingolstadt, Kempten, München, Nürnberg, Regensburg, Rosenheim, Weiden und Würzburg. 1886 wurden Post und Bahn wieder getrennt und die neue Generaldirektion der Königlich Bayerischen Staatseisenbahnen geschaffen, welche die zentrale Verwaltung über die zehn Oberbahnämter übernahm.
Der Bahnexperte Heinrich von Frauendorfer amtierte von 1904 bis 1912 als Staatsminister des neu gegründeten Staatsministeriums für Verkehrsangelegenheiten und leitete neben der Elektrifizierung der Eisenbahnen in Bayern auch eine neue Verwaltungsorganisation in die Wege. Die Generaldirektion der Königlich Bayerischen Staatseisenbahnen wurde aufgelöst und ihre Aufgaben vom Ministerium übernommen. Zum 1. April 1907 wurden anstelle der Oberbahnämter die Eisenbahnbetriebsdirektionen geschaffen. Sie umfassten die Direktionen Augsburg, Ludwigshafen/Rhein, München, Nürnberg, Regensburg und Würzburg, die  1920 von der Deutschen Reichsbahn übernommen wurden.

## Fahrzeuge

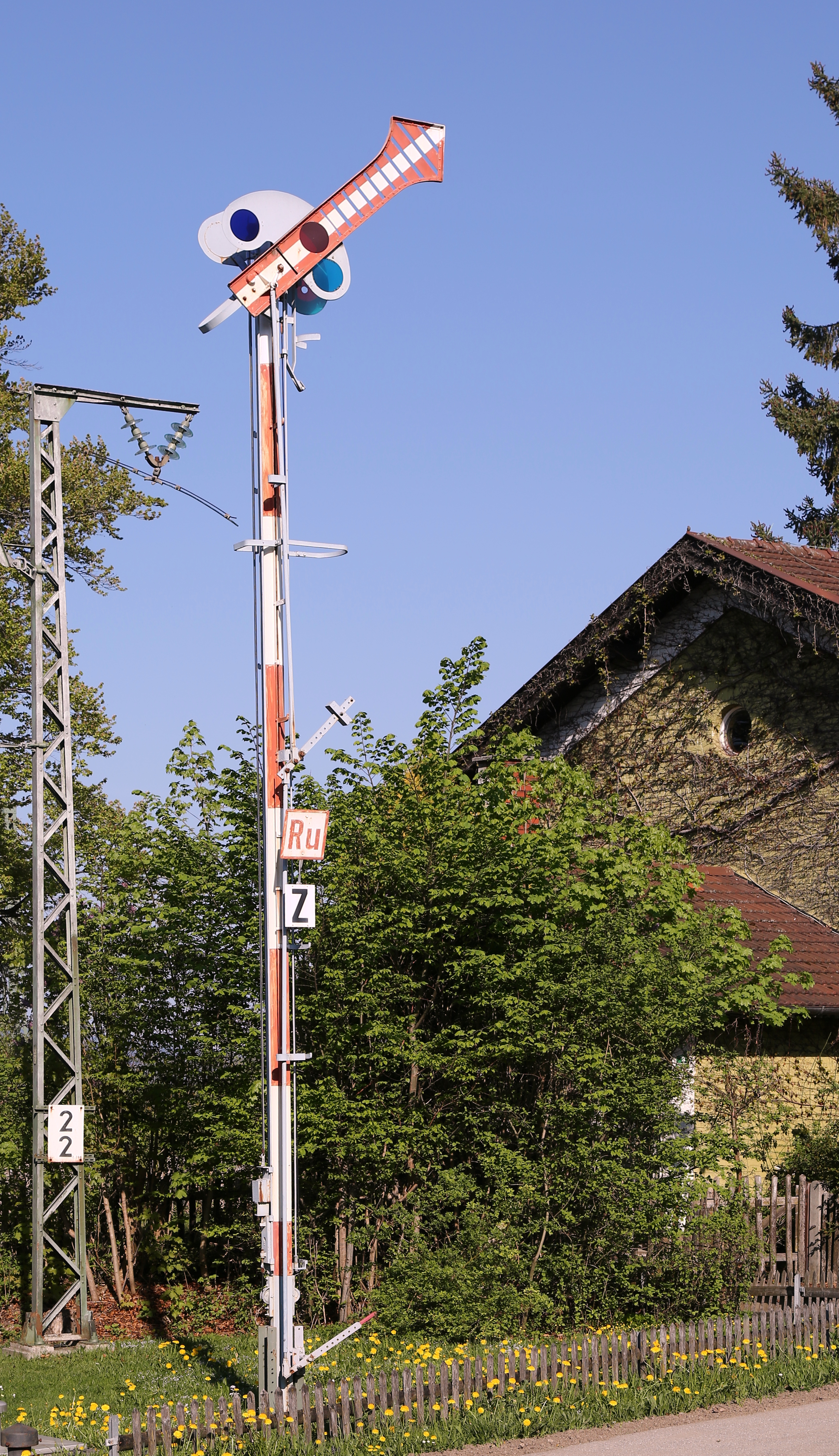
Historisches Bayerisches Formsignal

### Lokomotiven der Bayerischen Staatsbahn
Wie die meisten Länderbahnen kauften auch die Königlich Bayerischen Staatseisenbahnen ihre Lokomotiven von Lokomotivherstellern im eigenen Land. Die Lokomotiven- und Maschinenfabrik J.A. Maffei und die Lokomotivfabrik Krauss & Comp. (beide München) waren die Hauslieferanten. Kleinere Serien – meist zu Erprobungszwecken oder wenn die einheimischen Lieferanten ausgelastet waren – kamen auch aus dem deutschsprachigen Ausland, wie z. B. eine Serie Güterzug-Dreikuppler von Sigl (Wiener Neustadt) oder Einzelstücke aus Württemberg und aus Elsass-Lothringen. Vier außergewöhnliche Lokomotiven kaufte man 1899 und 1901 bei den Baldwin-Werken in den USA, um an ihnen amerikanische Bautechniken zu studieren. Diese Loks waren qualitativ relativ schlecht und teils amerikanisch-typisch einfach konstruiert, aber in einigen Aspekten (z. B. dem Barrenrahmen) fortschrittlicher als europäische Lokomotiven. Die dabei gewonnenen Erkenntnisse flossen in den Bau neuer bayerischer Maschinen ein und der Barrenrahmen prägte den süddeutschen Lokomotivbau der folgenden Jahrzehnte.

### Besondere bayerische Lokomotiven
Die einzige Maschine der Baureihe S 2/6 wurde unter der Leitung des Chefkonstrukteurs der Lokomotivfabrik J. A. Maffei, Anton Hammel innerhalb von fünf Monaten entwickelt, gebaut und auf der Nürnberger Landesausstellung 1906 dem Publikum vorgestellt. Nach der Rückkehr von der Ausstellung übernahmen die Königlich Bayerischen Staatseisenbahnen sie am 21. November 1906. Auf der Strecke München–Augsburg stellte die Maschine im Juli 1907 mit einer Spitzengeschwindigkeit von 154,5 km/h einen Weltrekord für Dampflokomotiven auf. Nach ihrer Ausmusterung 1925 blieb sie im Verkehrsmuseum Nürnberg erhalten.
Nach dem Erfolg dieser Rekordlokomotive entwickelte A. Hammel auf der Basis der für die Großherzoglich Badischen Staatseisenbahnen von Maffei gebauten Maschinen der Baureihe IV f (DR-Baureihe 18.2) auch für das Königreich Bayern eine Pacific-Maschine, allerdings mit dem für Bayern höchstzulässigen Achsdruck von 16 t. Diese in Bayern als S 3/6 eingestellten Schnellzuglokomotiven wurden ein großer Erfolg und noch von der Deutschen Reichsbahn als Baureihen 18.4 und 18.5 bis 1930 weiter beschafft.
1914 kamen schließlich die ersten Maschinen der stärksten bayerischen Dampflokomotive in Dienst, die Mallet-Tenderlokomotive Gt 2×4/4 (DR-Baureihe 96.0). Sie waren vor allem auf den bayerischen Steilrampen im Schiebedienst eingesetzt. Der Antrieb auf acht Achsen reduzierte den Achsdruck bei gleichbleibendem Reibungsgewicht.